# گرم‌دشت

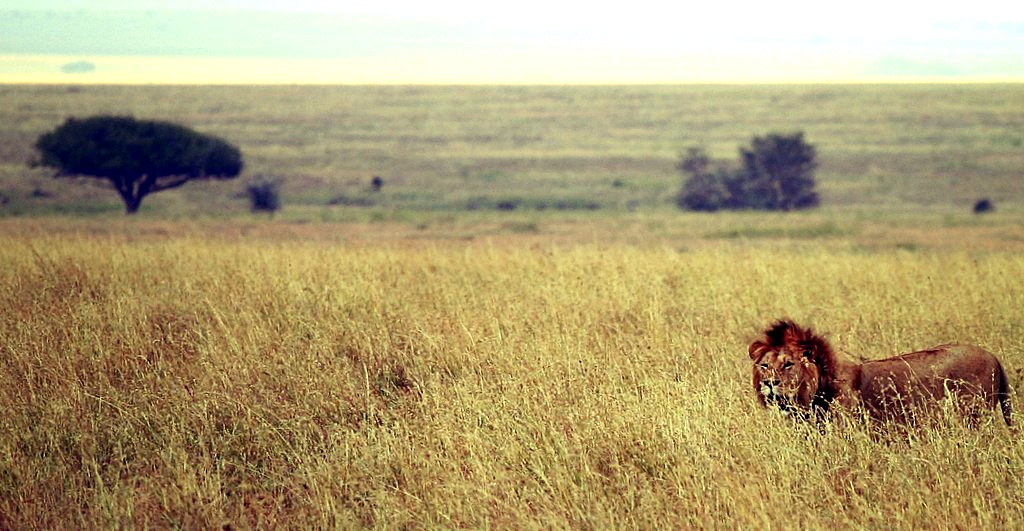
یک شیر نر در گرم‌دشت، آفریقا

ساوانا یا گَرم‌دشت به علفزارهای گرمسیری و نیمه‌گرمسیری ناحیه مداری، عموماً با درختان و درختچه‌های پراکنده، به‌صورت تک‌پایه‌ای یا گروهی، گفته می‌شود. عرصه‌ای که قبلاً جنگل بوده و به دلیل قطع و سوزاندن درختان به گرمدشت تبدیل شده است و با سوزاندن مداوم یا سالانهٔ پوشش علفی آن حفظ می‌شود گرم‌دشت مصنوعی نامیده می‌شود. گرم‌دشت سرزمینی وسیع از علفزار است که در آفریقا قرار دارد. این بخش تنها دو فصل دارد: یک فصل طولانی خشکسالی که در آن علف‌ها و سبزه‌ها، زرد و نیمه مرده می‌شوند و فصل دیگر فصل کوتاه بارندگی است که در آن علف‌ها و سبزه‌ها به سرعت سبز می‌شوند و رشد می‌کنند. بالغ بر ۲۰٪ از پوشش سطح کره زمین، ساوانا است.
در این منطقه درخت بائوباب و خیزران نیز می‌روید؛ همچنین حیوانات درنده‌ای چون: شیر، سگ وحشی آفریقایی و پلنگ و گیاهخوارانی مانند: فیل، زرافه و گورخر آفریقایی در علفزارهای ساوان زندگی می‌کنند. ساوان منطقهٔ علفزارها با درختان تک و منفرد است که در مجاورت جنگل‌های استوایی واقع شده است. بیشترین وسعت ساوان در قارهٔ آفریقاست. آب و هوای ساوان در تمام طول سال، گرم است و در آن، دو فصل خشک و مرطوب وجود دارد. ساوان از نظر تنوع جانوری بسیار غنی است. در ساوان، علف خواران تنومند چون گورخر، فیل، زرافه و کرگدن فراوان اند و گوشت خواران درنده، چون شیر از این گیاه‌خواران تغذیه می‌کنند. درختان بائوباب از گونه‌های گیاهی مشهور ساوان هستند.
بر اثر تغییرات اقلیمی ناشی از گرمایش زمین به دست انسان‌ها، میزان بارش در ۴۰ درصد از جنگل‌های آمازون به حدی پایین آمده که انتظار بدل‌شدن آن به گرم‌دشت می‌رود.

## توزیع
قبل از اواسط قرن نوزدهم، یعنی زمانی که مفهوم آب و هوای ساوانای گرمسیری مطرح شد، بسیاری از مناظر چمن‌زار و محیط‌های که ترکیبی از درختان، درختچه‌ها و علف‌ها بودند به عنوان ساوانا توصیف می‌شدند. معنای رایجی که برای توصیف پوشش گیاهی استفاده می‌شود اکنون با یک معنای ساده و در عین حال گسترده در چارچوب مفهوم اقلیمی در تضاد است.
دو عامل مشترک در همه محیط‌های ساوانا، تغییرات بارندگی از سال به سال، و آتش‌سوزی در فصل خشک است.[نیازمند منبع] در قاره آمریکا، به عنوان مثال، در بلیز، در آمریکای مرکزی، پوشش گیاهی ساوانا از مکزیک تا آمریکای جنوبی و دریای کارائیب مشابه است.
در بسیاری از مناطق بزرگ گرمسیری، زیست‌بوم غالب (جنگل، ساوانا یا علفزار) را نمی‌توان تنها با آب و هوا پیش‌بینی کرد، زیرا رویدادهای تاریخی مانند آتش‌سوزی نیز نقشی کلیدی ایفا می‌کنند.